# 刘云晨
刘云晨（1963年8月—），籍贯山西中阳，汉族，中共党员，担任过山西省吕梁市政协党组书记、主席。
2019年8月16日，因涉嫌严重违纪违法，主动投案接受山西省纪委监委纪律审查和监察调查。2020年2月27日，遭到开除党籍、开除公职处分。2020年3月，涉嫌受贿罪被山西省人民检察院逮捕。